# Justin Hartley
Justin Hartley (Knoxville, 29 de janeiro de 1977) é um ator americano. Ele é mais  conhecido por Oliver Queen/Arqueiro Verde de Smallville e Kevin Pearson de This Is Us.

## Vida pessoal
Justin é o segundo de quatro filhos, ele nasceu em Knoxville e cresceu em Orland Park, juntamente com o irmão mais velho Nathan e as irmãs mais novas Megan e Gabriela. Estudou na Carl Sandburg High School, onde praticava basquete, futebol e basebol. Depois de se formar na escola, ele frequentou a Southern Illinois University Carbondale e a University of Illinois, em Chicago, onde se formou em história e teatro. 
Em 2003, começou a namorar sua colega de trabalho Lindsay Korman. Em 13 de novembro, após seis meses de namoro, eles ficaram noivos. Em 1 de maio de 2004, se casaram em uma pequena cerimônia. No dia 3 de julho de 2004, nasceu Isabella Justice Hartley, a filha do casal. Em 6 de maio de 2012, foi anunciado que Lindsay pediu o divórcio depois de oito anos de casamento, ela citou "diferenças irreconciliáveis". 
Em 2014, começou a namorar a atriz Chrishell Stause e eles se casaram em 28 de outubro de 2017. Em novembro de 2019, Justin pediu o divórcio, que foi finalizado em fevereiro de 2021. Em junho de 2020, foi confirmado seu namoro com a também atriz Sofia Pernas e em maio de 2021 eles se casaram.

## Filmografia

### Cinema
| Ano  | Título                 | Papel         | Notas                     |
| ---- | ---------------------- | ------------- | ------------------------- |
| 2005 | Race You to the Bottom | Joe           |                           |
| 2008 | Red Canyon             | Tom           |                           |
| 2009 | Spring Breakdown       | Todd          |                           |
| 2009 | A Way with Murder      | Ted Rawlings  |                           |
| 2009 | MegaFault              | Dan Lane      | Telefilme                 |
| 2010 | Scorpio Men on Prozac  | Bill King     |                           |
| 2014 | Damaged Goods          | Tim           | Telefilme                 |
| 2015 | The Challenger         | James         |                           |
| 2017 | A Bad Moms Christmas   | Ty Swindel    |                           |
| 2018 | Another Time           | Eric Laziter  | Também produtor executivo |
| 2019 | Little                 | Sr. Marshall  |                           |
| 2019 | Jexi                   | Brody         |                           |
| 2020 | The Hunt               | Trucker Shane |                           |

### Televisão
| Ano     | Título                     | Papel                         | Notas                                                                              |
| ------- | -------------------------- | ----------------------------- | ---------------------------------------------------------------------------------- |
| 2002-06 | Passions                   | Nicholas Foxworth "Fox" Crane | 248 episódios                                                                      |
| 2006    | Aquaman                    | Arthur Curry/Aquaman          | Episódio piloto                                                                    |
| 2006-11 | Smallville                 | Oliver Queen/Arqueiro Verde   | 72 episódios Elenco recorrente, Temporadas 6-7 Elenco principal, Temporadas 8-9-10 |
| 2007    | CSI: NY                    | Elliott Bevins                | Episódio: "Heart of Glass"                                                         |
| 2007    | Cold Case                  | Mike Delaney (1982)           | Episódio: "Justice"                                                                |
| 2008    | Gemini Division            | Nick Korda                    | 12 episódios                                                                       |
| 2011    | Chuck                      | Wesley Sneijder               | Episódio: "Chuck Versus the Bearded Bandit"                                        |
| 2012    | Castle                     | Reggie Starr                  | Episódio: "An Embarrassment of Bitches"                                            |
| 2012    | Hart of Dixie              | Jesse Kinsella                | Episódio: "Bachelorettes & Bullets"                                                |
| 2012-13 | Emily Owens, M.D.          | Will Collins                  | Elenco principal                                                                   |
| 2013    | Melissa & Joey             | Noah Butler                   | Episódio: "Fast Times"                                                             |
| 2013-14 | Revenge                    | Patrick Osbourne              | 12 episódios da temporada 3                                                        |
| 2014    | Mistresses                 | Scott                         | 9 episódios da temporada 2                                                         |
| 2014-15 | The Young and the Restless | Adam Newman                   | 50 episódios                                                                       |
| 2016-22 | This Is Us                 | Kevin Pearson                 | Elenco principal                                                                   |
| 2019    | Jane the Virgin            | Ele mesmo                     | Episódio: "Chapter Eighty-Nine"                                                    |